# JaQuan Lyle
JaQuan Lyle (Evansville (Indiana); 24 de febrero de 1996) es un jugador profesional estadounidense de baloncesto, que mide 1,96 metros y actualmente se encuentra sin equipo. Juega en la posición de base.

## Profesional
Es un base formado en Benjamin Bosse en Evansville (Indiana) antes de formar parte de la Universidad Estatal de Ohio, en la que ingresó en 2016 para jugar durante dos temporadas con los Ohio State Buckeyes. Tras una temporada en blanco, en 2018 ingresa en la Universidad de Nuevo México para jugar otras dos temporadas con los New Mexico Lobos.
Tras no ser elegido en el draft de la NBA de 2020, el 15 de agosto de 2020, firma por Kolossos Rodou BC de la A1 Ethniki griega.